# Pegasusbrücke

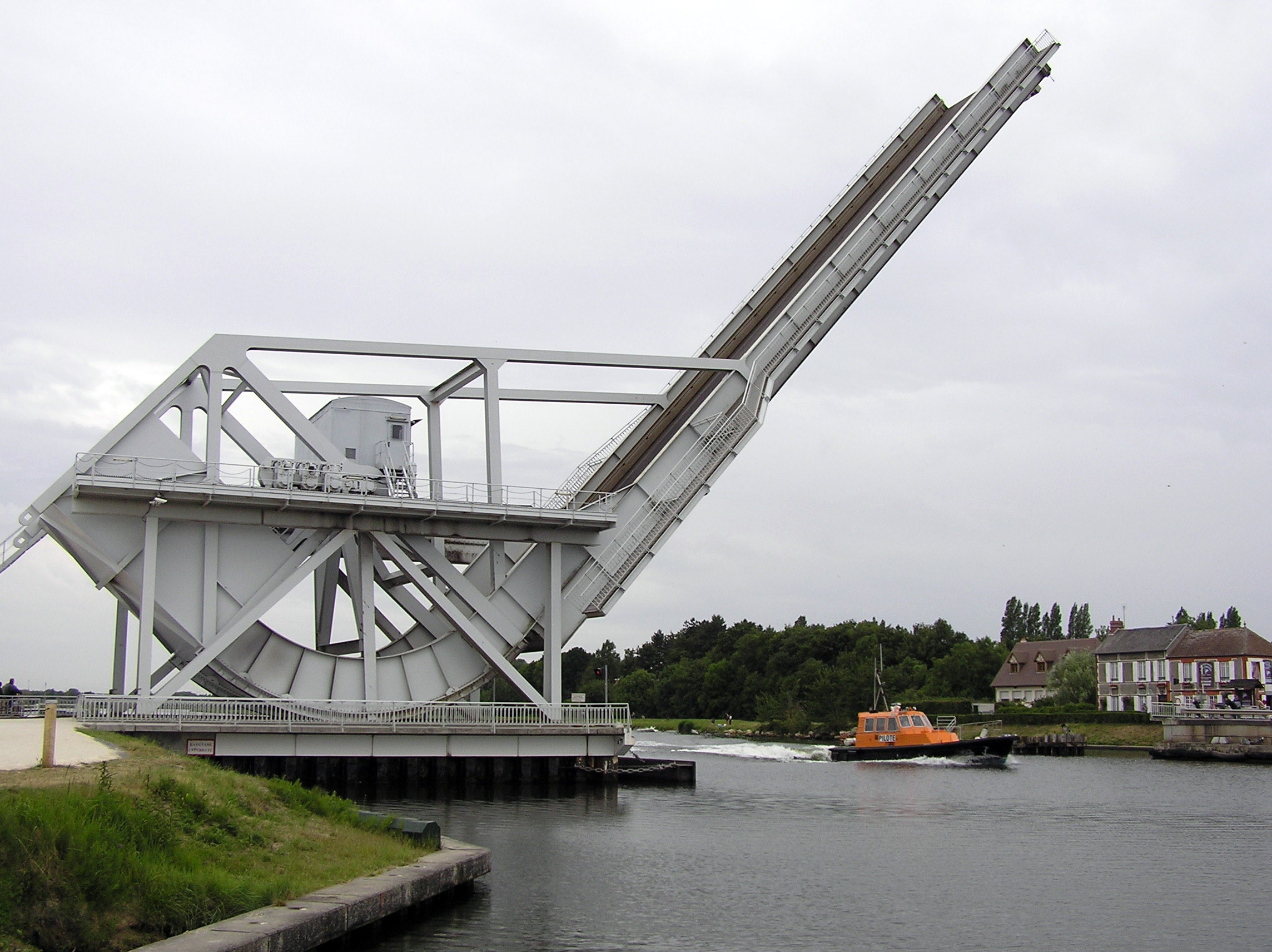
Neue Pegasusbrücke von 1994

Animation der Funktionsweise

Die Pegasusbrücke (bis 1944 Bénouville-Brücke) bei Bénouville in Frankreich ist eine erstmals 1935 gebaute Wippbrücke des Typs Scherzer über den Caen-Kanal. Bei diesem speziellen Brückentyp wird die Brücke nicht um einen Drehpunkt hochgeklappt, sondern die ganze Konstruktion auf einem Kreissegment abgerollt und der Drehpunkt wird horizontal verschoben.
Am D-Day wurde sie im Verlauf der Operation Tonga von alliierten Luftlandeeinheiten der britischen 6. Luftlandedivision unter dem Befehl von Major John Howard erobert. In der Folge erhielt sie nach einem geflügelten Pferd auf dem Schulterstück der Einheit offiziell den Namen „Pegasusbrücke“. Die heutige Brücke ist etwas größer als die alte und stammt von 1994.

## Der Kampf um die Brücke

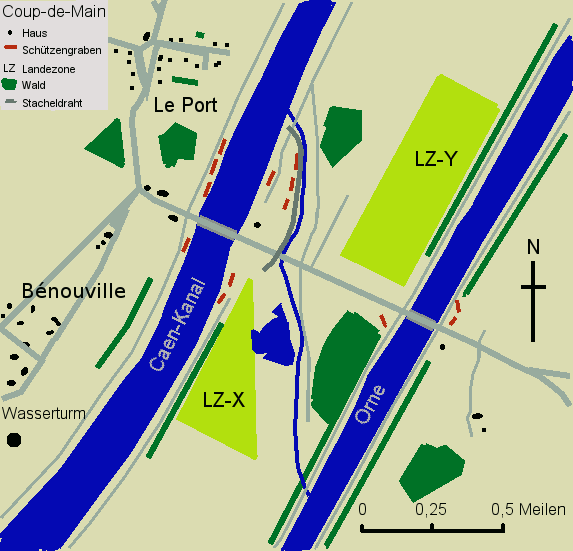
Karte zur Eroberung der Pegasus- und Horsabrücke

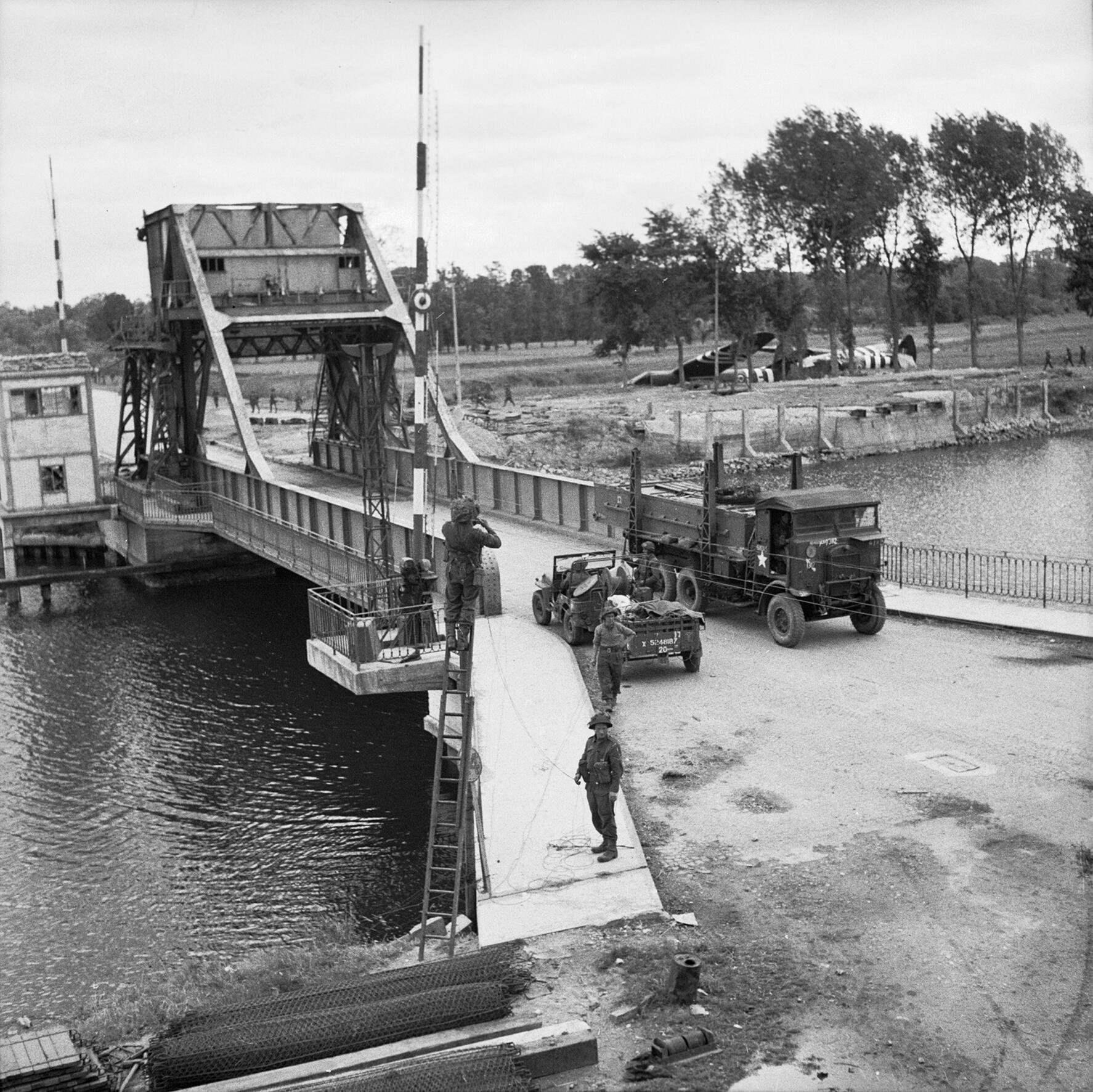
Die Pegasusbrücke einige Zeit nach der Eroberung durch die Alliierten

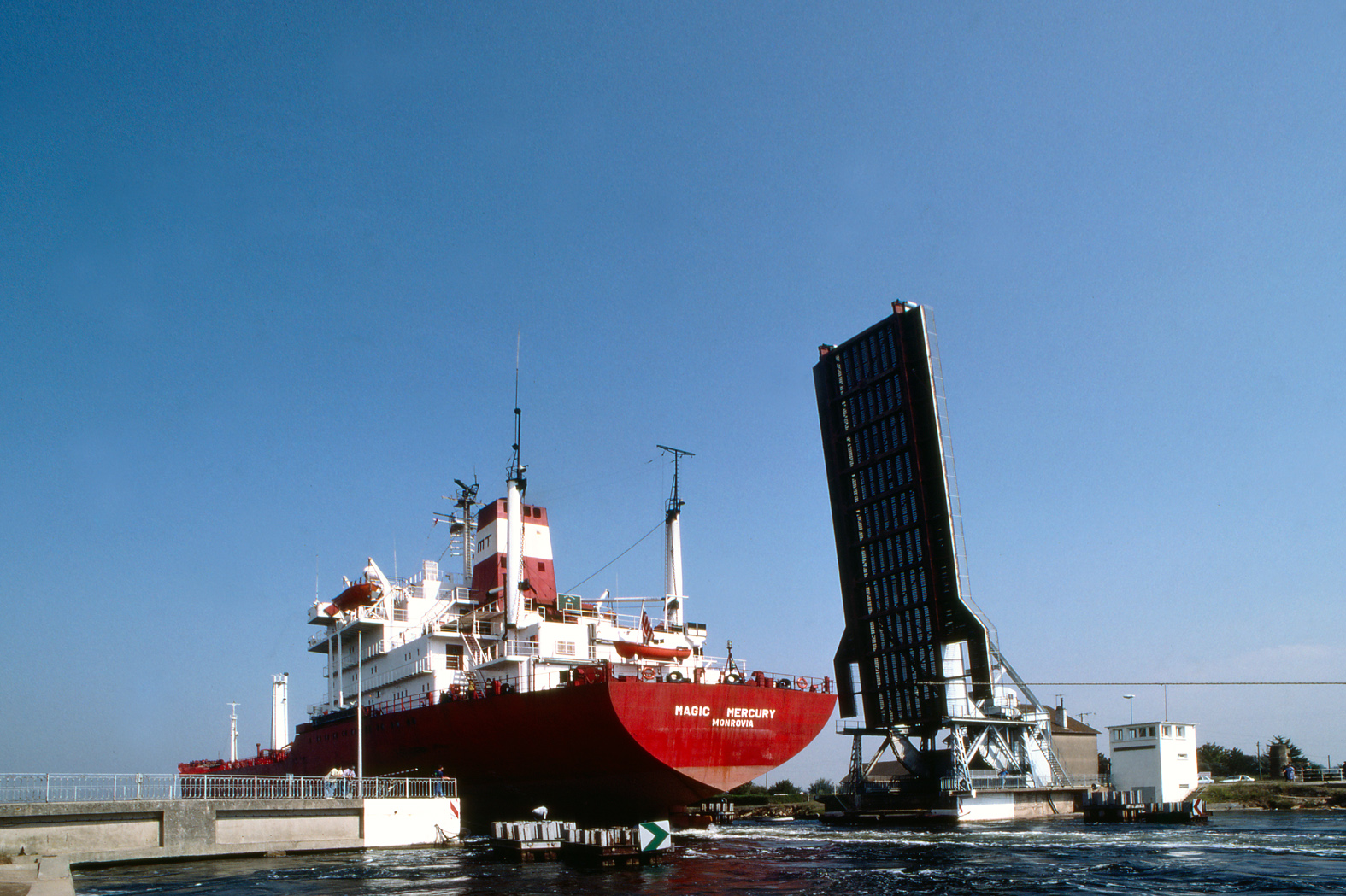
1990, die noch erste Pegasusbrücke lässt einen Frachter Richtung Ärmelkanal passieren

Das Hauptziel der Brückeneroberung war die Sicherung der Ostflanke der Invasionstruppen in der Normandie. Es sollte verhindert werden, dass die Truppen durch einen Gegenangriff seitlich „aufgerollt“ werden würden. Die Ostflanke stellten der Fluss Orne und der Caen-Kanal dar. Die einzigen Übergänge über diese Wasserläufe waren die später so benannte Pegasusbrücke und die Horsabrücke. Eine Eroberung dieser Brücken würde also die gesamte Flanke sichern.
Der erste Angriff wurde durch 181 Soldaten des 2. Battalions des Oxfordshire und Buckinghamshire Leichten Infanterieregiments unter Führung von Major John Howard ausgeführt. Die Operation wird manchmal fälschlicherweise als „Operation Coup de Main“ bezeichnet, hat aber historisch keine eigene Bezeichnung. Dies wird auch dadurch deutlich, dass die Originalbefehle, die Major Howard von Brigadier Nigel Poett bekam, keinerlei Bezeichnung aufweisen.
Drei Airspeed Horsa Lastensegler landeten am 6. Juni 1944 um 00:16 Uhr nahe beieinander, 50 Meter von der Pegasusbrücke entfernt. Der erste Lastensegler Nr. 92 transportierte Major Howard und den 1. Zug. Geplant war eine harte Landung, damit die Flugzeugnase die ersten Stacheldrahtverhaue vor der Brücke beseitigen würde. Durch diese Art der Landung wurden die beiden Piloten des Gleiters durch die Plexiglasverkleidung des Cockpits nach draußen geschleudert.
Den Soldaten wurde schnell bewusst, dass trotz der harten Landung niemand etwas bemerkt hatte und draußen alles ruhig blieb, obwohl die deutschen Wachen auf der Brücke nur 50 Meter entfernt waren. Später wurde bekannt, dass die Wachen die Landung des Lastenseglers für niedergehende Trümmerstücke eines abgeschossenen alliierten Bombers gehalten hatten. Der 1. Zug befreite sich schnell aus dem Lastensegler und konnte ebenso schnell eine Maschinengewehrstellung an der Brücke ausschalten. Der Rest des Zuges unter Leutnant Brotheridge überquerte schießend und Handgranaten werfend die Brücke. Am anderen Ufer konnte eine weitere Maschinengewehrstellung erobert werden, wobei Leutnant Brotheridge tödlich getroffen wurde. Er war damit das erste Opfer der Invasion auf alliierter Seite.
Der 2. Zug landete kurz nach dem Beginn des Angriffs und unterstützte den 1. Zug bei der Überquerung der Brücke. Die Landung des 3. Zuges verlief nicht so reibungslos, da einige der Männer bei der harten Landung im Wrack des Seglers eingeklemmt wurden, einer wurde in einen nahegelegenen See geschleudert. Nachdem sie sich befreit hatten, unterstützten sie ebenfalls den Angriff auf das Westende der Brücke.
Während des Angriffs erklommen Pioniere der 249. Feldkompanie die Brücke und untersuchten sie nach Sprengstoffen. Sie stellten fest, dass die Brücke zwar für eine Sprengung vorbereitet war und alle Drähte vorhanden waren, der Sprengstoff aber aus Angst vor Unfällen oder Sabotageaktionen der französischen Résistance noch nicht vor Ort war. Die deutsche Brückenwache wurde völlig überrascht und konnte sich erst nach und nach zu einem Gegenangriff entschließen. Als sie aber erkannten, dass Widerstand zwecklos war, flohen viele Soldaten. Die Bénouville- oder Pegasusbrücke war damit unter britischer Kontrolle.
600 Meter weiter östlich überspannte die Ranville- oder Horsabrücke die Orne. Diese war das zweite Ziel der Briten und wurde von drei weiteren Lastenseglern angeflogen. Einer der Gleiter verfehlte die Landezone und landete mehrere Kilometer von der Brücke entfernt, so dass dessen Soldaten nicht in die Kämpfe eingreifen konnten.
Die anderen beiden Lastensegler landeten aber in der Nähe. Der 6. Zug landete zuerst und begann den Angriff auf die Brücke. Die deutsche Wachmannschaft war nun allerdings durch den Gefechtslärm von der Pegasusbrücke alarmiert. Die Verteidigungsmöglichkeit der Deutschen war allerdings auf eine einzelne Maschinengewehrstellung beschränkt. Die Besatzung schoss einige ungezielte Salven auf die anrückenden Briten, floh dann aber, als ihre Stellung unter Mörserfeuer genommen wurde. Die Brücke konnte ohne weiteren Widerstand erobert werden.
Der 5. Zug landete einige Minuten später 700 Meter von der Brücke entfernt und erreichte sie, als die Kämpfe auf der Brücke bereits beendet waren. Damit war dieser Einsatz ein voller Erfolg für die britischen Truppen.
Mit vergleichsweise geringen Verlusten wurden beide Brücken innerhalb von zehn Minuten erobert. Die Landung der Lastensegler in den sehr engen Landezonen wurde später vom Oberkommandierenden der alliierten Luftstreitkräfte während der Invasion, Vizeluftmarschall Leigh-Mallory, als „eines der überragendsten Flugmanöver des Krieges“ gewürdigt.
40 Minuten nach der Eroberung der Brücke sprangen Teile der britischen 6. Luftlandedivision mit Fallschirmen ab, um die Verteidiger der Brücke zu unterstützen. Diese hatten sich noch zwei Stunden lang gegen spärliche Gegenangriffe deutscher Truppen zu erwehren, bis die Verstärkung eintraf.
Übersehen wird bei dem Angriff auf die Brücken oft die Rolle des 7. Bataillons des Parachute Regiments, das westlich des Caen-Kanals abgesprungen war und dadurch am 6. Juni die Hauptmacht der deutschen Gegenangriffe auf die Brücken abfangen musste. Es sprangen 600 Männer ab, sie landeten aber aufgrund widriger Absprungbedingungen weit verstreut. Nur etwa 300 Soldaten fanden sich am Sammelpunkt ein. Sämtliche Ausrüstung wie Maschinengewehre und Mörser war verlorengegangen. Trotzdem errichteten sie einen Brückenkopf um die Pegasusbrücke und wehrten ständige feindliche Gegenangriffe ab, obwohl diese auch von gepanzerten Fahrzeugen unterstützt wurden. Im Ort Bénouville wurden einzelne Einheiten teilweise von deutschen Streitkräften eingekreist.
Die ersten Verstärkungen, die vor Ort erschienen, waren die 6. Kommandos unter der Führung von Lord Lovat, die unter Dudelsackklängen in Richtung der Brücken marschierten. Diese Verstärkungen waren aber eigentlich nicht für die Besatzer der Brücke bzw. das 7. Bataillon vorgesehen, sondern es war Aufgabe der 6. Kommandos, über die Brücke zu marschieren und das Gebiet östlich des Caen-Kanals zu sichern, das noch von Einheiten der deutschen 716. Infanteriedivision gehalten wurde. Das 7. Bataillon musste unter großen Verlusten noch bis 21:15 Uhr aushalten, bis das Royal Warwickshire Regiment seinen Weg von den Invasionsstränden zu den Brücken gefunden hatte und Bénouville befreite.

## Nachkriegszeit und Neubau

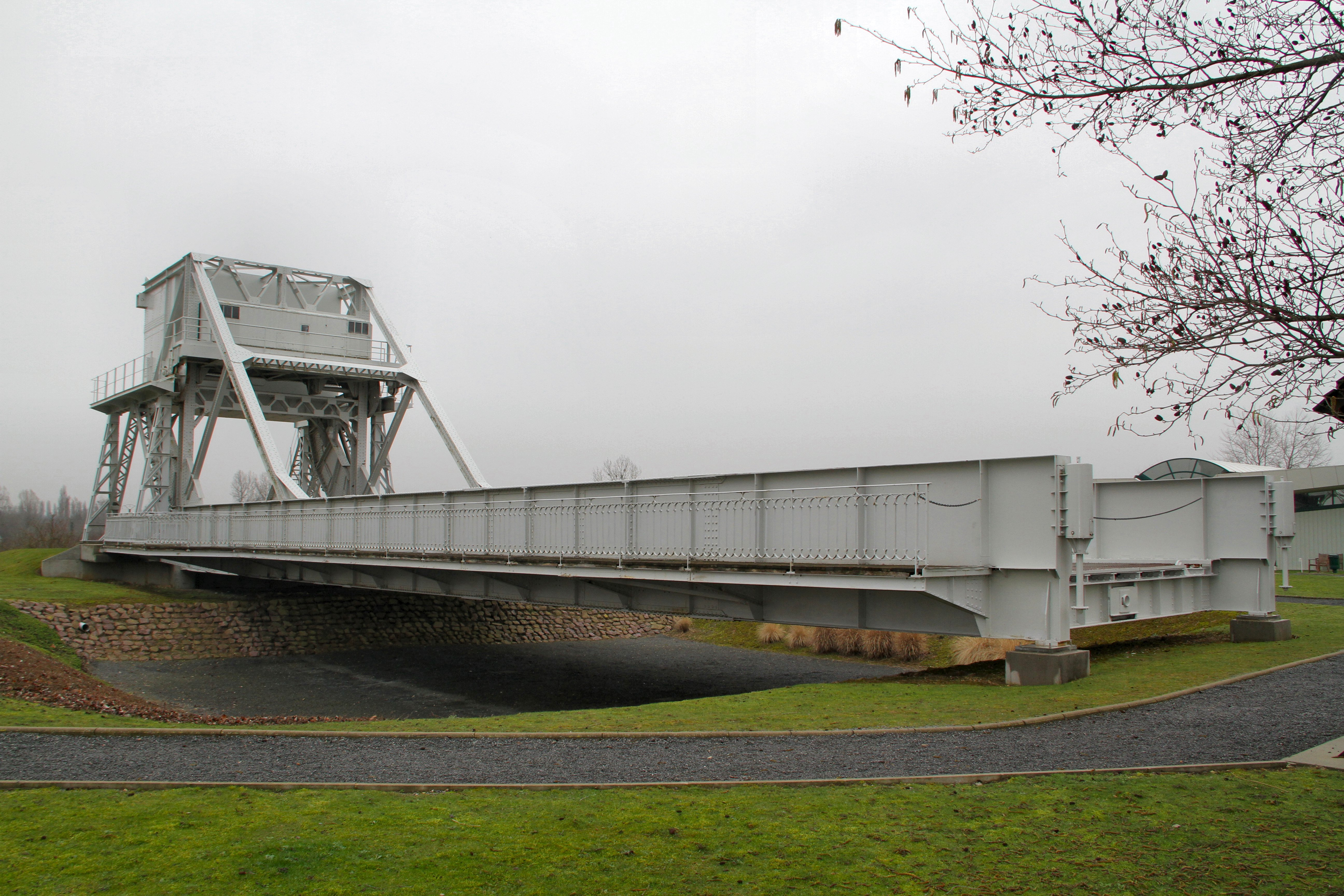
Versetzte erste Pegasusbrücke im Luftlandemuseum „Pegasus Bridge“

Die Straße über die Pegasusbrücke wurde zu John Howards Ehren in „Major Howard Avenue“ umbenannt. Nach dem Zweiten Weltkrieg stieg der Warenverkehr auf dem Caen-Kanal stark an und die Schiffe wurden immer größer. Dies erforderte die Erweiterung des Kanals und letztendlich auch den Ersatz der Brücke. Um den historischen Gesamteindruck zu wahren, baute man eine vergrößerte Kopie der Pegasusbrücke. Diese neue Brücke wurde 1994 anlässlich des 50. Jahrestages der Invasion eingeweiht. Die Brücke ist 42,20 Meter lang, 9,70 Meter breit und 11 Meter hoch. Die alte Brücke ist im Außenbereich des 150 m östlich der Brücke liegenden Luftlandemuseum „Pegasus Bridge“ zu besichtigen.

## Verwendung in Medien
Der Kampf um die Pegasusbrücke wurde zu einem der bekanntesten Ereignisse der alliierten Invasion in der Normandie. Viele Filme, Bücher und andere Medien verarbeiteten den Kampf um die Pegasusbrücke.
Im 1962 erschienenen Spielfilm „Der längste Tag“ wird die Eroberung der Pegasusbrücke unter dem Befehl von Major John Howard (gespielt von Richard Todd) nachgestellt. Der Film basiert auf dem gleichnamigen Sachbuch von Cornelius Ryan. Des Weiteren stellt der Film auch andere Teile der alliierten Landung in der Normandie dar.
Bereits 1987 erschien das Computerspiel Pegasus Bridge von der englischen Firma Personal Software Services für ZX Spectrum, Amstrad/Schneider CPC und Commodore 64. In den Computerspielen Call of Duty, The Perfect General, Steel Division: Normandy 44 und Battlefield 1942 kann man den Angriff auf die Pegasusbrücke in einer eigenen Mission nachspielen.